# Il gioco dell'angelo
Il gioco dell'angelo (El juego del ángel) è un romanzo del 2008 dello scrittore spagnolo Carlos Ruiz Zafón, che fa seguito al best seller L'ombra del vento di cui riprende l'ambientazione e alcuni personaggi.

## Trama
(Incipit del libro)
Nella Barcellona cupa e tumultuosa degli anni venti, il giovane David Martín lavora come inserviente in un giornale locale e sogna di diventare uno scrittore. Grazie alla raccomandazione del conte Pedro Vidal, suo protettore da quando è rimasto orfano, Martín riesce a pubblicare un racconto sul giornale e il successo comincia a sorridergli.
Sempre grazie a Vidal ottiene un contratto con un piccolo editore con cui inizia a pubblicare una serie di libri intitolata La città dei maledetti con lo pseudonimo di Ignatius B. Samson. Per mantenere i ritmi richiesti dalla sua nuova carriera di scrittore professionista Martín inizia a dedicarsi solo alla scrittura chiuso all'interno della sua nuova tetra dimora, "la casa della torre", e trascurando la salute e i rapporti interpersonali. Le uniche persone con cui continua ad avere un rapporto in questo periodo sono il vecchio libraio Sempere, il suo mentore Vidal e la giovane Cristina, figlia dell'autista del conte, di cui Martín è da sempre perdutamente innamorato.
Turbato dai suoi continui mal di testa, Martín decide di andare da un medico scoprendo di avere un tumore al cervello e un solo anno di vita da vivere. Stanco di scrivere libri dozzinali sotto pseudonimo decide di lavorare per far pubblicare il primo libro col suo vero nome, dedicandovi anima e corpo. Nel frattempo, su richiesta di Cristina, riscrive segretamente le bozze del libro che il conte Vidal sta tentando di completare senza successo da vari anni. I due libri usciranno quasi contemporaneamente, ma mentre il libro di Martín sarà un clamoroso fiasco, quello da lui scritto per Vidal si rivelerà un successo di pubblico e critica. A completare la depressione di Martín arriva anche la notizia del matrimonio fra Vidal e Cristina.
Perse ormai tutte le speranze, Martín decide di cedere alla proposta dell'enigmatico editore francese Andreas Corelli che gli promette centomila franchi e la guarigione dal tumore in cambio del suo impegno per scrivere un libro che possa fungere da testo sacro per una nuova religione. Riconquistata la salute in seguito a un enigmatico sogno durante una visita alla casa dell'editore Corelli, Martín torna alla sua casa e si mette all'opera, riguadagnando anche un po' di buon umore grazie alla compagnia di Isabella, una giovane aspirante scrittrice raccomandatagli dal libraio Sempere, che inizia a vivere con lui per imparare il mestiere. L'improvvisa morte dei suoi due vecchi editori, a cui era legato da un contratto capestro, fa però capire a Martín di essere andato a finire in una situazione poco limpida, oltre a svegliare l'interesse del commissario Víctor Grandes, che inizia a svolgere indagini sul suo conto.
Anche Martín inizia a svolgere indagini sul suo inquietante "principale" Andreas Corelli e sull'avvocato Diego Marlasca, vecchio inquilino della "casa della torre", morto in circostanze misteriose dopo aver anche lui, molti anni prima, ricevuto da Corelli il compito di creare una religione. Mano a mano che l'indagine procede, Martín scopre di trovarsi al centro di un complotto ordito dal vecchio Marlasca, che in realtà è ancora vivo e cerca di ottenere salvezza per la sua anima sacrificando quella del giovane scrittore. Per centrare il suo obiettivo, Marlasca non esita a causare la morte di numerose persone attorno a Martín, fra cui il vecchio Sempere. L'amata Cristina, che nel frattempo si era separata dal conte Vidal, verrà portata alla morte dal diabolico Corelli.
Martín, ormai solo e condannato alla dannazione per aver accettato l'offerta di Corelli, riesce infine a uccidere Marlasca prima di abbandonare definitivamente Barcellona lasciando alle sue spalle la sua ex-assistente Isabella, che nel frattempo si è fidanzata con il giovane figlio del libraio Sempere. Il romanzo si chiude nel 1945 con Martín che vive su una spiaggia senza nome, condannato a un'eterna giovinezza da passare in solitudine. Qui incontra nuovamente Corelli che porta con sé una bambina che si rivelerà essere Cristina: Martín avrà la possibilità di rimediare agli errori che hanno causato la morte del suo amore, ma sarà anche condannato a vederla crescere, invecchiare e morire, mentre lui rimarrà sempre giovane.
Nel finale del libro, in una lettera, Isabella afferma di avere avuto un figlio, Daniel.

## Personaggi
- David Martín: è un ragazzo che lavora per il giornale di Barcellona La Voz de la Industria. Ha iniziato la sua carriera giovanissimo (a soli 17 anni) e in seguito ha ottenuto un grande successo con lo pseudonimo di Ignatius B. Samson scrivendo una serie thriller-noir chiamata La città dei maledetti.
- Cristina Sagnier: è la figura femminile di riferimento per cui David proverà un forte e intenso sentimento sin dall'età adolescenziale.
- Pedro Vidal: figlio del proprietario de La Voz de la Industria, incarna il personaggio maschile sicuro di sé, affascinante, amato e rispettato da tutti, compreso da David. È il contendente in amore dello stesso David nei confronti di Cristina.
- Andreas Corelli: enigmatico, seducente e inquietante personaggio, editore della parigina Éditions de la Lumière, irrompe nella vita di David in diversi e sporadici momenti fino ad approdarne in maniera definitiva con la proposta di scrivere per lui un libro fuori dal comune e mai realizzato da nessuno fino ad allora. Lo contraddistingue una particolare spilla argentata a forma di angelo dalle ali spiegate posizionata sul risvolto della giacca.
- Sig. Sempere: quasi un secondo padre per David, è molto legato a lui sin dall'infanzia. È il proprietario di una vecchia libreria, Sampere e Figli, tramandata da diverse generazioni che gestisce con il suo unico figlio. Qui David si sentirà sempre come a casa. Sarà Sempere a far scoprire e condurre per la prima volta David nel Cimitero dei Libri Dimenticati.
- Isabella Gispert: giovane ammiratrice e apprendista di David, è una ragazza tenace, intelligente e con l'ostinata voglia di diventare una scrittrice. Sarà legata a David e alle evoluzioni della storia in maniera importante.
- Víctor Grandes: ispettore di polizia catalano, ha una reputazione di solida integrità morale e di grande arguzia. Svolge le indagini sulla scia di crimini e omicidi che via via si susseguono durante l'evolversi della storia.

## Edizioni
- Prima edizione Planeta
  - (ES) Carlos Ruiz Zafón, El Juego del Ángel, Editorial Planeta, 17 aprile 2008,  p. 672, ISBN 978-84-08-08118-0.[2]
- Prima edizione italiana
  -  Carlos Ruiz Zafón, Il gioco dell'angelo, traduzione di Bruno Arpaia, Cartonato, collana Scrittori Italiani e Stranieri, Mondadori, 2008,  pp. 684, ISBN 978-88-04-58335-6.[3]